# 190 (число)
Вижте пояснителната страница за други значения на 190.
190 (сто и деветдесет) е естествено, цяло число, следващо 189 и предхождащо 191.
Сто и деветдесет с арабски цифри се записва „190“, а с римски цифри – „CXC“. Числото 190 е съставено от три цифри от позиционните бройни системи – 1 (едно), 9 (девет), 0 (нула).

## Общи сведения
- 190 е четно число.
- 190-ият ден от годината е 9 юли.
- 190 е година от Новата ера.